# Rwanda pour mémoire
Pour plus de détails, voir Fiche technique et Distribution.
Rwanda pour mémoire est un documentaire franco-sénégalais réalisé en 2003.

## Synopsis
Entre avril et juillet 1994, le massacre Tutsis et des Hutus modérés a fait un million de morts. À l’initiative de Fest’Africa, une dizaine d’auteurs africains se sont retrouvés en résidence d’écriture à Kigali, quatre ans après les évènements, cherchant à briser le silence des intellectuels africains sur le génocide.
En mai 2000, à l’occasion de la parution d’une série d’ouvrages inspirés de cette expérience, des écrivains et des artistes d’Afrique et d’ailleurs se réunissent au Rwanda. Confronté aux traces du génocide des Tutsis, Samba Felix N’Diaye sait trouver la juste distance pour filmer l’innommable tout en délivrant un message d’espoir.
Il dédie ce film à sa fille Nine.

## Fiche technique
- Réalisation : Samba Félix Ndiaye
- Production : France Langlois, Les fabriques de la Vanne, Fest'Africa, avec le soutien de l’Agence Intergouvernementale de la Francophonie
- Scénario : Samba Félix Ndiaye
- Image : Raphaël Mulard
- Son : Maguette Sala
- Montage : France Langlois
- Musique : Nina Simone, musiques du Rwanda